# Dombrád
Dombrád is een plaats (város) en gemeente in het Hongaarse comitaat Szabolcs-Szatmár-Bereg. Dombrád telt 4243 inwoners (2005).